# GJ 2066
GJ 2066 is een rode dwerg met een spectraalklasse van M2.0V in het sterrenbeeld Waterslang. De ster met schijnbare magnitude 10,0 bevindt zich 29,16 lichtjaar van de zon.